# Rivière Goodwood
Der Rivière Goodwood ist ein ca. 108 km langer rechter Nebenfluss des Rivière Caniapiscau in der kanadischen Provinz Québec.

## Flusslauf
Der Rivière Goodwood hat seinen Ursprung an der Nordwestflanke des 845 m hohen Mont Geren nahe der Provinzgrenze zu Neufundland und Labrador. Er fließt in überwiegend nordnordwestlicher Richtung durch den nordzentralen Bereich der Labrador-Halbinsel und mündet schließlich 3,5 km unterhalb des Canyon Eaton in den Rivière Caniapiscau. Dabei durchfließt er mehrere Seen, die zumeist Flussverbreiterungen darstellen: Lac de la Frontière, Lac Harris, Lac Pailleraut und Lac du Canoë.